# 김동근 (배구 선수)
김동근(1986년 1월 16일 ~ 2025년 3월 6일)은 대한민국의 남자 배구 선수이다. 천안 현대캐피탈 스카이워커스 소속의 리베로였다. 상무 제대 후 2011년에 은퇴하여 천안 현대캐피탈 스카이워커스의 전력분석관으로 일했으나, V-리그 승부조작 사건에 연루되어 조사를 받았고 영구 제명되었다.

## 출신학교
- 1998년 ~ 2001년 도계중학교
- 2001년 ~ 2004년 속초고등학교
- 2004년 ~ 2008년 명지대학교